# Rinoceronte-lanudo
O rinoceronte-lanudo ou rinoceronte-lanoso (Coelodonta antiquitatis) era um membro da família dos atuais rinocerontes, que vivia em regiões glaciais e possuía adaptações para o clima mais frio, como um avantajado casaco de pelo, atingindo cerca de 3-3,8 m de comprimento, 2 m de altura e 2-3 toneladas de peso. Se alimentava de gramíneas e musgos, utilizando-se de seu chifre quando necessário para cavar na neve para obtê-las, o que explica o desgaste em seus Viveu junto com mamutes, ursos, bois-almiscarados e grandes felinos pré-históricos, com os quais disputava alimentos e defendia suas crias, pois um rinoceronte-lanudo adulto não possuía muitos predadores naturais. Acredita-se que seu parente vivo mais próximo vivo seja o rinoceronte-de-sumatra. Possuía pernas curtas, nuca alta e cabeça grande, com dois chifres, sendo o da frente maior do que o de trás.

## Descoberta

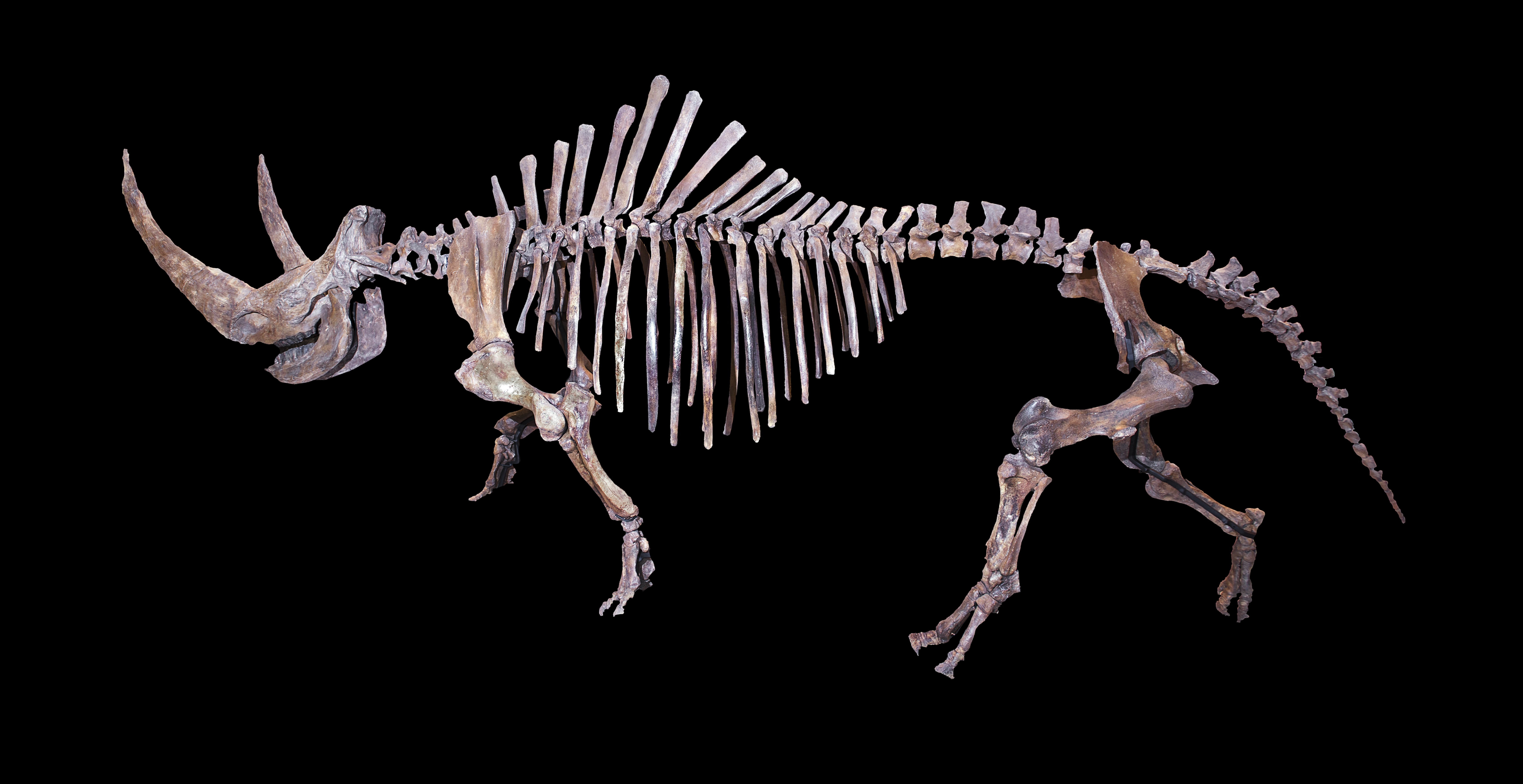
Esqueleto de um Coelodonta antiquitatis

O crânio do rinoceronte-lanudo foi encontrado em 1335 na Áustria, e na época acreditava-se que pertencia a um dragão. A espécie foi descrita pela primeira vez após a descoberta de mais ossos em 1769, e os primeiros restos parciais documentados de um rinoceronte-lanudo foram descobertos na Sibéria em 1771. Em 1877, mais restos siberianos foram encontrados no rio Yana. Em 1907 pela primeira vez um espécime completo foi encontrado, seguido por um segundo espécime também intacto alguns meses depois no mesmo local, desta vez em Starunia. Em 2014 foi encontrada em Yakutia uma rinoceronte juvenil mumificado cuja pele e até tecidos moles foram bem preservados. Em 2020, no mesmo local, foi encontrado um rinoceronte completamente intacto com cerca de quatro anos de idade. A descoberta de 2020 é considerada o melhor espécime já encontrado, já que seus órgãos internos e até mesmo seu chifre nasal estavam intactos.
Esses animais também são bem frequentes em pinturas rupestres.

## Alimentação
O rinoceronte-lanudo era herbívoro, tinha dentes fortes e maciços e uma mandíbula bem desenvolvida, que eram adequadas as gramíneas que compunham quase a totalidade de sua dieta. Acredita-se que, além de gramíneas e ciperáceas, o rinoceronte lanoso provavelmente comia artemísia, musgos, brotos arbustivos, líquen e outras plantas herbáceas.

## Extinção
O rinoceronte-lanudo, provavelmente foi extinto pela caça excessiva pelo homem e mudanças climáticas. Durante o tempo em que prosperaram, no entanto, os rinocerontes adultos tinham muito poucos predadores naturais fora o homem primitivo. Por outro lado, rinocerontes juvenis eram caçados por Leões das Cavernas e Hienas pré-históricas.